# یواس‌اس لینکلن کانتی (ال‌اس‌تی-۸۹۸)
یواس‌اس لینکلن کانتی (ال‌اس‌تی-۸۹۸) (به انگلیسی: USS Lincoln County (LST-898)) یک کشتی بود که طول آن ۳۲۸ فوت (۱۰۰ متر) بود. این کشتی در سال ۱۹۴۴ ساخته شد.